# دوريكا زوباريتش
دوريكا زوباريتش هو لاعب كرة قدم كرواتي في مركز الدفاع، ولد في 22 سبتمبر 1984 في روفينج في كرواتيا. لعب مع نادي سيغيستا.

## وصلات خارجية
- دوريكا زوباريتش على موقع قاعدة بيانات كرة القدم.إي يو (الإنجليزية)
- دوريكا زوباريتش على موقع Soccerway.com (الإنجليزية)